# Brest Bretagne Handball
Brest Bretagne Handball – francuski klub piłki ręcznej kobiet powstały w 2004 z siedzibą w Breście. Klub występuje w rozgrywkach Division 1 Kobiet (Ligue Butagaz Énergie). 
W klubie występowały Polki: Monika Stachowska (2010–2012), Monika Kobylińska (2019–).

## Historia nazwy
- Handball féminin Arvor 29  / HBF Arvor 29 (2004–2009)
- Arvor 29 - Pays de Brest (2009–2012)
- Brest Penn Ar Bed (2012–2014)
- Brest Bretagne Handball (2014–nadal)

## Sukcesy
- Mistrzostwa Francji (Division 1 / Ligue Butagaz Énergie(inne języki)):
  -  (2x) 2012, 2021
  -  (4x) 2011, 2017, 2018, 2022
  -  (1x) 2019
  - 2020 pierwsze miejsce ex aequo[a]
- Puchar Ligi Francuskiej:
  -  (2x) 2012, 2021[wymaga weryfikacji?]
  -  (1x) 2011[wymaga weryfikacji?]
- Liga Mistrzyń:
  -  (1x) 2021

## Drużyna

### Kadra w sezonie 2022/2023
Źródło.
Bramkarki
- 12  Petra Marinović
- 16  Cléopâtre Darleux
- 97  Julie Foggea

Skrzydłowe
Lewoskrzydłowe:
- 02  Constance Mauny
- 10  Coralie Lassource (kapitan)
- 17  Estel Memana

Prawoskrzydłowe:
- 03  Alicia Toublanc
- 30  Siobann Delaye
- 55  Pauline Coatanea

Obrotowe
- 20  Merel Freriks
- 22  Pauletta Foppa
- 34  Tatjana Brnović

Rozgrywające
lewe rozegranie
- 06  Helene Gigstad Fauske
- 09  Đurđina Jauković
- 19  Elisa Técher

środkowe rozegranie
- 42  Jenny Carlson
- 96  Itana Grbić

prawe rozegranie
- 08  Monika Kobylińska
- 21  Aïssatou Kouyaté [potrzebny przypis]
- 63  Eva Jarrige

## Trenerzy
| N° | Imię i nazwisko     | Okres urzędowania |
| 1  | Pierre-Yves Bouchon | 2004 – 2006       |
| 2  | Thierry Guégan      | 2006 – 2009       |
| 3  | Laurent Bezeau      | 2009 – 2012       |
| 4  | Damien Nédélec      | 2012 – 01/2013    |
| 5  | Cathy Colleter      | 01/2013 – 2013    |
| 6  | Laurent Bezeau      | 2013 – 2021       |
| 7  | Pablo Morel         | 2021 –            |

## Prezes
| N° | Imię i nazwisko                | Okres urzędowania |
| 1  | Georges Martin                 | 2004 – 2006       |
| 2  | Philippe Manach                | 2006 – 2011       |
| 3  | Fabrice Thomas                 | 2011 – 2012       |
| 4  | Gérard Le Saint Denis Le Saint | 2012 –            |